# Melanophryniscus cambaraensis
Melanophryniscus cambaraensis – gatunek płaza bezogonowego z rodziny ropuchowatych.

## Systematyka
Gatunek ten jest jednym z przedstawicieli rodzaju Melanophryniscus zaliczanego do rodziny ropuchowatych (Bufonidae).

## Rozmieszczenie geograficzne
Gatunek ten zalicza się do endemitów. Spotyka się go jedynie na południu Brazylii, na terenie stanu Rio Grande do Sul. Na większości znanego historycznego zasięgu występowania już wyginął, w tym także w lokalizacji typowej w gminie Cambará do Sul. Prawdopodobnie przetrwał jedynie na niewielkim obszarze w gminie São Francisco de Paula.

## Ekologia
Płaz ten żyje na wysokości od 900 do 1100 m nad poziomem morza.
Jego siedlisko to pozostałości lasów deszczowych i naturalne łąki biomu zwanego lasem atlantyckim. Jest związany z obszarami zalewowymi w pobliżu niewielkich strumieni.

## Cykl życiowy
Zalicza się do tzw. explosive breeders. Rozmnaża się intensywnie w tymczasowych zbiornikach wodnych powstałych w trakcie lub zaraz po intensywnych opadach deszczu. Samica składa około 100 jaj pomiędzy skałami w płytkiej wodzie.

## Status zagrożenia i ochrona
W Czerwonej księdze gatunków zagrożonych IUCN płaz ten od 2023 roku klasyfikowany jest jako gatunek krytycznie zagrożony (CR, ang. Critically Endangered); wcześniej, od 2004 roku uznawano go za gatunek niedostatecznie rozpoznany (DD, ang. Data Deficient).
Gatunek zamieszkiwał Park Narodowy da Serra Geral i sąsiedni Park Narodowy Aparados da Serra, ale od dawna nie był tam notowany. Jedyna przetrwała populacja zamieszkuje obszar chroniony o nazwie Floresta Nacional São Francisco de Paula, jednak przyszłość tego obszaru nie jest pewna.
IUCN z zagrożeń wymienia m.in. wylesianie, ekspansję drobnego i wielkoobszarowego rolnictwa (np. plantacje), pozyskiwanie drewna oraz wypas zwierząt gospodarskich, a także związany z tym wzrost liczby pożarów. Zagrozić mu może także odłów w celu trzymania w domach.